# كارلوس مارتينز (ملحن)
كارلوس مارتينز (بالبرتغالية: Carlos Martins‏) هو ملحن برتغالي، ولد في 1961.